# Centrothele mutica
Espèce
Synonymes
- Asadipus muticus Simon, 1897

Centrothele mutica est une espèce d'araignées aranéomorphes de la famille des Lamponidae.

## Distribution
Cette espèce se rencontre en Australie dans l'Est de la Nouvelle-Galles du Sud et dans le Sud-Est du Queensland ; elle a été introduite en Papouasie-Nouvelle-Guinée sur Misima,.

## Description
Le mâle décrit par Platnick en 2000 mesure 9,9 mm et la femelle 9,3 mm.

## Publication originale
- Simon, 1897: Description d'arachnides nouveaux. Annales de la Société Entomologique de Belgique, vol. 41, p. 8-17 (texte intégral).